# Eugène Nygrén
Eugène August Nygrén, född 28 januari 1878 i Sankt Petersburg, död 7 april 1960 i Helsingfors, var en finländsk industriman. Han var en förgrundsgestalt inom finländsk grafisk industri. 
Nygrén stod 1906–1918 i ledningen för Åbo Tryckeri och Tidnings Ab, från 1908 som verkställande direktör. Han byggde därefter upp en grafisk koncern i huvudstaden genom att överta äldre företag i branschen, bland annat Helsingfors Centraltryckeri och Bokbinderi Ab, där han blev verkställande direktör 1924. Han förvärvade 1934 även kontrollen över Holger Schildts förlag, som han engagerade sig i fram till sin död.
Nygrén hade även omfattande kulturella intressen, bland annat som en av förkämparna för den inhemska teateridén; han var följaktligen med om att grunda Folkteatern i Helsingfors och var dess ledare 1899–1906. Han tilldelades industriråds titel 1948. Hans dotter Birgit Nygrén, som övertog faderns rörelse, grundade 1973 testamentariskt Nygrénska stiftelsen, som har till ändamål att främja litterär och annan kulturell verksamhet. Stiftelsen, som inledde sin verksamhet 1988, utdelar ett årligt pris för en betydelsefull finlandssvensk kulturinsats.